# Andrea Benincasa
Andrea Benincasa (actif de 1476 à 1508) est un cartographe italien de la Renaissance, appartenant à l'école de cartographie anconitaine, l'une des plus importantes au XVe siècle. 

## Biographie
Fils de Grazioso Benincasa, également cartographe, Andrea Benincasa a réalisé plusieurs portulans - vingt-deux lui sont attribués avec certitude -, représentant notamment principalement la mer Méditerranée et ses environs (mer Rouge, côte Atlantique de l'Europe). Une carte marine de 1508 est conservée à la Bibliothèque apostolique vaticane.